# Lanke (Toponym)
Lanke (Femininum, die) ist ein slawisches Reliktwort im Deutschen, das als Toponym regional begrenzt v. a. für stehende Gewässer bzw. Gewässerteile wie Buchten, jedoch auch für Fließgewässer, Ortschaften und Flurstücke genutzt wird.
Das Homonym, das in einigen deutschen Mundarten in der Bedeutung ‚Lende‘, ‚Seite des menschlichen Körpers‘ oder ‚Schenkel‘ verwendet wird bzw. wurde, ist zwar über die indoeuropäische Wurzel verwandt, steht jedoch nicht in direktem Zusammenhang mit dem slawischstämmigen Toponym.

## Herkunft und Bedeutung
Das Wort stammt nach überwiegender Forschungsmeinung von altslawisch *lǫka bzw. *ląka (=‚feuchte Wiese‘, ‚Sumpf‘ aber auch ‚Bucht‘, ‚Biegung‘; vgl. polnisch łąka, sorbisch łuka), wobei der slawische Nasalvokal ǫ/ą zu an entnasalisiert wurde: lanka. Im Sorbischen fand diese Entnasalisierung ebenso statt, hier wurde der Nasal jedoch in der Regel durch u ersetzt, ebenso im Serbokroatischen (vgl. luka für ‚Hafen‘, also von Land umgebenes Gewässer). 
Etymologisch handelt es sich um eine Weiterbildung von łǫkъ (‚Bogen‘, ‚Krümmung‘), was sich daher erklären lässt, dass sumpfige, feuchte Wiesen häufig in Krümmungen und Biegungen von Gewässern anzutreffen sind.
Im Hauptverbreitungsgebiet ist es ein aus dem Polabischen der westslawischen Sprachgruppe stammendes Wort. 
Verschieden wurde versucht, das Wort als Ableitung des o. g. deutschen Dialektbegriffes zu deuten, was jedoch die räumliche Begrenzung der Verwendung auf den polabischen Sprachraum nicht erklären kann. Zudem ist das Wort in ähnlicher Form und Bedeutung auch für die süd- und ostslawischen Sprachen sowie die dem Slawischen eng verwandten baltischen Sprachen bezeugt, was nicht für eine deutsche Herkunft spricht.
Lanke fand als weit verbreitetes Toponym Eingang in den deutschen Sprachgebrauch der betreffenden Gegenden und wurde aus diesem Grund auch in nachslawischer Zeit noch zur Benennung ähnlicher Gewässer verwendet.
Johann Leonhard Frisch nennt Lanke für die erste Hälfte des 18. Jahrhunderts als einen Ausdruck märkischer Fischer für eine ‚Seite des Wassers, wo man fischen kann‘, also ein seichtes Gewässer bzw. Gewässerabschnitt.

## Verbreitung
Als Gewässer- und Ortsname ist die Verbreitung von Lanke im Wesentlichen auf das heutige Brandenburg (ohne Niederlausitz und Fläming) sowie einige angrenzende Gebiete (Wendland, entlang der Oder bei Stettin, Westpommern) beschränkt, die allesamt von slawischsprachigen Gruppen besiedelt waren. Im ehemaligen (und heutigen) sorbischen Sprachgebiet, wo eine Entnasalisierung von ǫ/ą zu u eintrat, tritt es dagegen nicht auf.
Regionale Häufungen finden sich v. a. an den Unterläufen von Havel, Dahme und Spree westlich und südlich von Berlin, in der Prignitz und dem gegenüber liegenden Wendland sowie rund um Oderberg.
In Mecklenburg taucht das Wort als Lank (‚Gewässer‘ oder ‚Teil eines Gewässers‘) auf, in der Gegend des Stettiner Haffs als Lanke (‚lange und flache Ufereinbuchtung‘), im brandenburgischen als Lanke (‚Ausbuchtung im Flussufer‘) in der Westprignitz sowie andernorts in den Bedeutungen ‚stilles Seitengewässer‘, ‚Sumpf‘ oder ‚Moor‘. In der Altmark bezeichnet Lanke zumeist Altarme der Elbe, also ebenfalls stille Seitengewässer.
Das Wort findet sich vereinzelt auch in den ehemals slawischen Gebieten in Österreich und Bayern.

## Älteste Nennungen
- 1208: erste urkundliche Erwähnung des Ortes Lankau in Schleswig-Holstein
- 1209: erste urkundliche Erwähnung der Wüstung Lankow in der heutigen Gemeinde Dechow in Mecklenburg-Vorpommern
- 1237: erste urkundliche Erwähnung des Schweriner Stadtteils Lanke
- 1239: erste urkundliche Erwähnung des heutigen Berliner Ortsteils Lankwitz mit seinem namensgebenden Bach Lanke
- 1250: erste urkundliche Erwähnung der Gemeinde Lancken-Granitz im heutigen Landkreis Vorpommern-Rügen
- 1309: illa Lanke, que Zerebis vocatur – Verwendung als Gattungsname für den Eigennamen Zerebis für das spätere Strewsbruch bei Trzebież (Ziegenort)
- 1315: erste urkundliche Erwähnung des heutigen Wandlitzer Ortsteils Lanke
- 1383: vmme dy lanke [1], dy me het des hilgen geistes lanke [2] – Verwendung als Gattungs- (1) und Eigenname (2); vermutlich Gewässer im Gebiet von Brandenburg an der Havel
- 1394: upp eyne Lanke [1], dy heyt Sunte Niclaws Lanke [2] – Verwendung als Gattungs- (1) und Eigenname (2); vermutlich Teil der Havel bei Tieckow[7]
- 1415: erste urkundliche Erwähnung der Kirche Maria Lankowitz (Weststeiermark)

## Weitere Beispiele
Witkowski zählt insgesamt 327 lokalisierbare Toponyme auf, die von Lanke abgeleitet sind.
Zu den bekannteren gehören: 
- Krumme Lanke, See in Berlin
- Krumme Lanke, Bucht des Rangsdorfer Sees
- die Lanken an der Südküste des Greifswalder Boddens, Mecklenburg-Vorpommern
- die Lanken bei Schwarzenbek in Schleswig-Holstein
- Lanker See in Holstein
- Lankesee bei Penkun in Mecklenburg-Vorpommern
- Großer Lankesee (auch Große Lanke), See im Landkreis Oberhavel, Brandenburg
- Scharfe Lanke, Havelbucht in Berlin